# Хеликон
 Тази статия е за планината в Гърция.  За българската литературна награда вижте Хеликон (литературна награда).  
Хеликон (на гръцки: Ελικών или Ελικώνας) е планина в областта Беотия, Централна Гърция, известна като седалището на бог Аполон и музите в древногръцката митология.
В своята „Теогония“ древногръцкият поет Хезиод описва как на младини е пасял овце по склоновете на Хеликон, където Ерос и музите имали светилища. Планината го вдъхновява да опише произхода на боговете и става символ на поетично вдъхновение.
Изворът, в който се оглеждал самовлюбеният Нарцис, също е в Хеликон.